# Jon Huertas
Jonathan William Scott Hofstedt (Nova Iorque, 23 de outubro de 1969), conhecido profissionalmente como Jon Huertas, é um ator Americano de ascendência de Porto-Riquenha. Ele é mais conhecido por seu papel como Sargento Antonio 'Poke' Espera na série da HBO Generation Kill, e Joe Negroni no filme Why do Fools Fall in Love, e o detetive de homicídios Javier Esposito em Castle.

## Carreira
A carreira de ator de Huertas começou em 1993, quando ele realizou um papel não creditado em Os Webbers.
Em 1998, Huertas retratou Joe Negroni no drama romântico Why do Fools Fall in Love ao lado de estrelas como Halle Berry, Paul Mazursky e Ben Vereen. Em 1999, ele participou em dois filmes: o filme de terror Corações Frios e o filme de ação Stealth Fighter. Na década de 2000, ele apareceu em muitos filmes, mas o seu maior papel foi na televisão, em 2008, como o Sargento Espera na minissérie da HBO Generation Kill sobre a invasão do Iraque em 2003.
De 1998 a 1999, Huertas realizou o papel de Antonio na série de televisão Moesha. A partir de 1999 até 2000, interpretou Brad, um caçador de bruxas em, Sabrina, the Teenage Witch. Com início em 2009, Huertas foi a estrela no papel do Detetive Esposito na série de Drama Policial da ABC Castle. Em 2012, Huertas, com a co-estrela de Castle Stana Katic, recebeu o prêmio por Desempenho em um Episódio Drama na 16ª Anual PRISMA Awards.
Huertas foi eleito para servir um mandato de um ano, com início a 25 de setembro de 2010, como membro suplente do Conselho de Administração Nacional e como um membro da Divisão do Conselho de Administração de Hollywood Screen Actors Guild.
Em junho de 2011, Huertas fez sua estréia no videoclipe da música chamada "Sex Tape".
Huertas se juntou ao elenco da série This Is Us, em 2016, para a primeira temporada do seriado, interpretando o papel de Miguel.

## Vida pessoal
Huertas, que nasceu em Jon William Hofstedt, e se alistou na Força Aérea dos Estados Unidos em 1987 e serviu por 8 anos como uma aeronave nuclear e é um convencional especialista em armas fogo. Ele participou na Operação Causa Justa e a Operação Tempestade no Deserto.
Huertas casou-se com a namorada, Nicole, em Tulum, no México , no dia 4 de Maio de 2014.

## Filmografia

### Filme
| Ano  | Título                                       | Papel                    | Notas                        |
| ---- | -------------------------------------------- | ------------------------ | ---------------------------- |
| 1996 | Executive Decision                           | Sammy, Terrorista        |                              |
| 1996 | South Bureau Homicide                        | Secretário #2            |                              |
| 1998 | Why Do Fools Fall in Love?                   | Joe Negroni              |                              |
| 1999 | Cold Hearts                                  | Darius                   |                              |
| 1999 | Stealth Fighter                              | Lt. Bradley Elias        |                              |
| 2000 | Buddy Boy                                    | Omar                     |                              |
| 2000 | Auggie Rose                                  | Paramédico #1            |                              |
| 2000 | Picking Up the Pieces                        | Paulo                    | Creditado que é John Huertas |
| 2000 | A Family in Crisis: The Elian Gonzales Story | Rafael                   |                              |
| 2001 | Green Diggity Dog                            | Tim Porter               |                              |
| 2002 | Bug                                          | Mitchell                 |                              |
| 2002 | Borderline                                   | Ciro Ruiz                |                              |
| 2003 | El Gusano                                    | Dan                      |                              |
| 2005 | Induction                                    | Rico Rodriguez           |                              |
| 2006 | The Yardsale                                 | Chuy                     |                              |
| 2006 | Right at Your Door                           | Rick                     |                              |
| 2006 | Hot Tamale                                   | Alex                     |                              |
| 2007 | The Insatiable                               | Javier                   |                              |
| 2007 | Making it Legal                              | Mike Carlton             |                              |
| 2007 | Believers                                    | Victor                   |                              |
| 2008 | The Objective                                | Sargento Vincent Degetau |                              |
| 2010 | Beverly Hills Chihuahua 2                    | Alberto                  |                              |
| 2012 | Stash House                                  | Ray Jaffe                |                              |
| 2014 | Reparation                                   | Jerome Keller            |                              |

### Tv
| Ano       | Título                                  | Papel                          | Notas |
| --------- | --------------------------------------- | ------------------------------ | --- |
| 1993      | The Webbers                             | Papel - não creditado          | um episódio |
| 1995      | Beverly Hills, 90210                    | Peter Manguson                 | Episódio: "Must Be a Guy Thing" |
| 1997      | JAG                                     | Cayuga Helmsman and Ramirez    | Episódios: "Cowboys & Cossacks" and "Vanished" |
| 1998      | Nash Bridges                            | Hustler                        | Episódio: "Impostors" |
| 1998–99   | Moesha                                  | Antonio                        | Episódios: "Homecoming", "Teacher", "A Terrible Thing Happened on My Tour of College", "A Class Act Christmas", "Barking Up the Wrong Tree", "I Love Moesha", "Life Imitating Art", and "The Prom"                                                 |
| 1999      | St. Michael's Crossing                  | Desconhecido                   | |
| 1999      | Undressed                               | Evan                           | 1ª Temporada |
| 1999      | Time of Your Life                       | Desconhecido                   | Episódio: "The Time They Threw That Party" |
| 1999–2000 | Sabrina, the Teenage Witch              | Brad Alcerro                   | Episódios: "No Place Like Home", "Dream a Little Dreama Me", "Jealousy", "Spoiled Rotten", "The Phantom Menace", "Ice Station Sabrina", "Super Hero", "Salem's Daughter", "Dreama the Mouse", "The Four Faces of Sabrina", and "The End of an Era" |
| 2000      | Touched by an Angel                     | Warren                         | Um episódio: "The Perfect Game" |
| 2001      | Resurrection Blvd.                      | Desconhecido                   | Episódio: "Secretos, Mentiras, y Expectativas" |
| 2002      | NYPD Blue                               | Juan                           | Episódio: "Less is Morte" |
| 2002–03   | The Shield                              | Desconhecido                   | Episódios: "Two Days of Blood" (Inacreditado) and "Homewrecker" |
| 2004      | The Division                            | Juan                           | Episódio: "Bite Me" |
| 2004      | The Joe Schmo Show                      | T.J. "The Playah"              | Episódios: "On with the Schmo", "A Bottle of Red, a Bottle of White", "The Crisis", vGuess Who's Coming to Dinner", "Porked and Beans", vRequiem for a Frog", "Cruiser", "T.J. Needs T.P" and "Finale"                                             |
| 2004      | Crossing Jordan                         | Manuel Rios                    | Episódio: "Necessary Risks" |
| 2005      | Without a Trace                         | Luis Alvarez                   | Episódio: "Neither Rain Nor Sleet" |
| 2005      | CSI: Crime Scene Investigation          | Psych Tech Leon Madera         | Episódio: "Committed" |
| 2005      | Cold Case                               | Carlos                         | Episódio: "Saving Patrick Bubley" |
| 2006      | Invasion                                | National Guardsman             | Episódio: "Round Up" |
| 2007      | Prison Break                            | DeJesus                        | Episódio: "Sona" |
| 2008      | Generation Kill                         | Sargento Antonio "Poke" Espera | Episódios: "Get Some", "The Cradle of Civilization", "Screwby", "Combat Jack", "A Burning Dog", "Stay Frosty" and "Bomb in the Garden" |
| 2008      | Terminator: The Sarah Connor Chronicles | Trevor                         | Episódio: "Allison from Palmdale" |
| 2008–09   | NCIS                                    | Sergeant Jack Kale             | Episódios: "Nine Lives" and "Caged" (não creditado) |
| 2009      | Dark Blue                               | Chavez                         | Episódio: "O.I.S." |
| 2009–2016 | Castle                                  | Javier Esposito                | 173 episódios. PRISM Award pela Performance num de Episódio Drama em 2012. |
| 2012      | Chelsea Lately                          | Javier Esposito in Castle      | Episódio: Episódio #6.187 (Himself playing his Castle character) |
| 2016      | Elementary                              | Halcon                         | Episódio: "Worth Several Cities" |
| 2016–17   | This Is Us                              | Miguel                         | Recorrente na primeira temporada, papel principal da segunda a sexta temporada |
| 2019      | The Rookie                              | Alejandro Meija/Cesar Ojeda    | Epiśodio: "The Bet" |

### Direção de episódios
| Ano       | Seriado              | Notas      |
| --------- | -------------------- | ---------- |
| 2016–2022 | This Is Us           | 2 episódio |
| 2022–2023 | The Rookie           | 2 episódio |
| 2023      | The Rookie: Feds     | 1 episódio |
| 2023      | The Company You Keep | 1 episódio |
| 2024–2025 | Tracker              | 2 episódio |
| 2025      | The Irrational       | 1 episódio |